# 舊埤里
23°23′19.6″N 120°19′44.4″E / 23.388778°N 120.329000°E
舊埤里是中華民國臺灣嘉義縣太保市轄下的村里行政區。位於嘉義縣北方，北鄰太保市田尾里，西鄰六腳鄉灣南村，南鄰太保市新埤里，東接太保市過溝里。面積約2.157002平方公里，行政區包含21個鄰、988戶、人口數2772人，以聚落裡的保安宮為信仰中心。

## 地理
舊埤里由東邊經北邊至西邊被新埤大排所環繞，東邊以過溝里為界，北邊與田尾里為界，西邊以六腳鄉為界，而南邊以市政路、後溝尾大排與新埤里為界。

## 聚落歷史
舊埤里由兩個部分組成，分別是早期的舊莊（即舊埤）及新埤庄的西半部，清代屬於大槺榔西堡新埤庄，日治期間屬大槺榔西堡大字之新埤庄，西元1920年後屬於東石郡太保庄新埤二堡。戰後1950年屬於太保鄉舊埤村，西元1991年太保鄉改制為太保市，舊埤村遂改稱為舊埤里。

## 教育
本區域內目前無設立國中小，國小學區為新埤國小；國中學區為太保國中。
新埤國小：1947年設立太保國小新埤分校，1948年正式獨立為新埤國民學校。1968年8月實施九年國教，校名定為新埤國民小學。
太保國中：創立於1968年，在太保及北新二村分別設置校本部與分部，1970年分部奉准獨立成立為嘉義縣立嘉新國民中學。

## 文化資源
保安宮：主神為保生大帝，創立於1723年，為新、舊埤里的信仰中心。1955年管理委員會請示保生大帝，保留舊廟並在舊廟前方另建新廟，2006年完成入火安座大典。此廟保生大帝的聖誕祭典為農曆三月十二，與一般廟宇農曆三月十五不同，相傳為早期聖誕時各地競相邀請戲班，導致戲班頗為難請，故擲筊請示保生大帝更改祭典日期 。
北玄宮：主神為玄天上帝。創立於1876年。於2008年拆除舊廟重建新廟。

## 其他特色
居民以務農為主，栽種番茄，稻米；部分農民種植花卉、玉米、瓜類等。